# Салино
Салино — деревня в Зубцовском районе Тверской области, входит в состав Столипинского сельского поселения. 

## География
Деревня расположена на берегу реки Ржать в 19 км на восток от центра поселения деревни Столипино и в 41 км на северо-восток от районного центра Зубцова.

## История
В конце XIX — начале XX века деревня являлась центром Салинской волости Зубцовского уезда Тверской губернии. В 1888 году в деревне было 73 двора, земская школа, трактир, 2 мелочные лавки; промыслы: судовщики, разносчики, пастухи.
С 1929 года деревня являлась центром Салинского сельсовета Погорельского района Ржевского округа Западной области, с 1935 года — в составе Калининской области, с 1960 года — в составе Зубцовского района, с 1994 года — центр Салинского сельского округа, с 2005 года — в составе Столипинского сельского поселения. 
В годы Советской власти в деревне располагалась центральная усадьба колхоза «Маяк», до 2010 года в деревне работала Салинская основная школа.

## Население
| 1859 | 1888 | 1920 | 1997 | 2002 | 2010 |
| ---- | ---- | ---- | ---- | ---- | ---- |
| 383  | ↗486 | ↘470 | ↘105 | ↘90  | ↘75  |

## Инфраструктура
В деревне имеются фельдшерско-акушерский пункт, дом культуры, отделение почтовой связи.